# Acción (Teruel)
Acción fue un periódico español editado en Teruel entre 1932 y 1936.

## Historia
La publicación fue fundada a finales de 1932 por Acción Popular, nacida inicialmente como semanario y poco después editado como diario. Según Antonio Checa Godoy, vino a cubrir el hueco dejado por el diario tradicionalista El Mañana. Acción, que fue auspiciado por los propietarios agrícolas de la provincia de Teruel, fue propiedad de Leopoldo Igual —jefe provincial de Acción Popular y destacado propietario agrícola—. Durante su existencia mantuvo una línea editorial cercana a la CEDA. Continuaría editándose al menos hasta las elecciones de febrero de 1936.